# Hoco d'elm
L'hoco d'elm (Pauxi pauxi és un ocell de la família dels cràcids (Cracidae) que habita la selva humida de les muntanyes del nord-est de Colòmbia i l'oest i nord de Veneçuela.